# Eugenio Castellotti
Eugenio Castellotti (10 de outubro de 1930 – 14 de março de 1957) foi um automobilista italiano.
Castellotti participou de 14 Grandes Prêmios de Fórmula 1, pelas equipes Lancia e Ferrari, obtendo dois 2º lugares: Mônaco em 1955 e França em 1956. Conquistou também um 3º lugar na Itália em 1955.
Na corrida da Bélgica em 1955, Castellotti obteve a sua única pole position na carreira e na época se tornou o mais jovem piloto da história a conseguir o feito. Morreu em um teste privado pilotando uma Ferrari em Modena, quando o seu carro perdeu uma das rodas e ficou sem controle.